# 壱岐市立三島小学校
壱岐市立三島小学校（いきしりつみしましょうがっこう, Iki City Mishima Elementary School）は、長崎県壱岐市郷ノ浦町大島815に本校を置く公立小学校。略称は「三島小」（みしましょう）。

## 概要
歴史
1875年（明治8年）に開校した「渡良小学校大島分校」を前身とする。数回の改称を経て1964年（昭和39年）に独立し、2004年（平成16年）に現校名となった。
校名の由来
壱岐島本島の南西部、渡良（わたら）地区の沖に浮かぶ小島3島（大島・原島・長島）の総称「渡良三島」が校名の由来となっている。
分校の所在地
本校は大島にあり、原島（はるしま）と長島にそれぞれ分校を置いていたが、2015年（平成27年）3月末に分校は2校とも閉校となり、大島の本校に統合された。
- 旧原島分校 - 〒811-5163 長崎県壱岐市郷ノ浦町原島305 （北緯33度43分33.7秒 東経129度38分56.2秒 / 北緯33.726028度 東経129.648944度）
- 旧長島分校 - 〒811-5162 長崎県壱岐市郷ノ浦町長島45 （北緯33度43分40.5秒 東経129度38分10.5秒 / 北緯33.727917度 東経129.636250度）

校章
1967年（昭和42年）に兵庫県在住の池田信弘によってデザインされた。三島をイメージした3つの円を組み合わせ、中央に「小」の文字を置く。
校歌
3番まであり、各番とも「三島小学校」で終わる。
通学区域
- 大島・原島・長島
- 卒業後は、壱岐市立郷ノ浦中学校へ進学する。

## 沿革
- 1874年（明治7年）11月16日 - 第五大学区第四中学区渡良小学校が開校。校舎には太平寺が利用される。
- 1875年（明治8年）- 渡良沖の大島に「渡良小学校大島分校」が開校。
- 1887年（明治20年） - 「簡易大島小学校」と改称。
- 1892年（明治25年）10月1日 - 「渡良尋常小学校大島分校」と改称。
- 1896年（明治29年） - 原島に渡良尋常小学校原島分教場が設置される。（原島分校の創立）
- 1903年（明治36年） - 大島分校が渡良尋常小学校から分離・独立し、「大島尋常小学校」となる。
- 1904年（明治37年） - 原島分教場を廃止。
- 1906年（明治39年） - 原島分教場が再設置。
- 1916年（大正5年） - 原島分教場が渡良尋常高等小学校原島分校となる。
- 1917年（大正6年） - 大島尋常小学校が「渡良尋常高等小学校大島分教場」となる。
- 1918年（大正7年） - 長島に渡良尋常高等小学校長島分校が設置。
- 1941年（昭和16年）4月1日 - 国民学校令により、「渡良国民学校大島分教場」・原島分校・長島分校と改称。
- 1947年（昭和22年）4月1日 - 学制改革に伴い、「渡良村立渡良小学校大島分校」・原島分校・長島分校と改称。
- 1955年（昭和30年）2月11日 - 町村合併により、「郷ノ浦町立渡良小学校大島分校」・原島分校・長島分校と改称。
- 1964年（昭和39年） - 大島分校が分離・独立し、「郷ノ浦町立三島小学校」となる。また、原島分校と長島分校が移管される。
- 1967年（昭和42年）- 校章を制定。
- 1970年（昭和45年）- 完全給食を開始。給食は郷ノ浦町給食センター（柳田触）から船で届けられる。
- 1974年（昭和49年）- 原島分校にへき地集会場（講堂）が完成。
- 1975年（昭和50年）- 長島分校にへき地集会場（講堂）が完成。
- 1977年（昭和52年）- 渡海船通勤が廃止となり、全職員が島内居住となる。
- 1981年（昭和56年）- 長島分校にプールが、大島本校に鉄筋新校舎が完成。
- 1983年（昭和58年）- 当時の高田勇長崎県知事が長島分校を視察。
- 1986年（昭和61年）- 原島に鉄筋校舎が完成。
- 1987年（昭和62年）- 台風12号により大被害を受ける。
- 1988年（昭和63年）- 大島本校に体育館が完成。
- 1990年（平成2年）- 三島緑の少年団を結成。
- 2004年（平成16年）3月1日 - 町合併により、「壱岐市立三島小学校」（現在名）と改称。
- 2011年（平成23年）
  - 4月1日 - 中学校区が壱岐市立渡良中学校から壱岐市立郷ノ浦中学校に変更となる。
  - 8月1日 - 原島分校そばに壱岐市学校給食センター原島調理場[3][4]が完成。
- 2015年（平成27年）
  - 2月21日 - 原島分校と長島分校で閉校式を挙行。
  - 3月31日 - 原島分校と長島分校を廃止し、大島本校に統合[1]。
    - 原島と長島の児童は市営の「フェリーみしま」を利用して本校に通学する。

## アクセス
- 大島・原島・長島を参考。